# اوت-مارن

اوت-مارن (به فرانسوی: Haute-Marne) شهرستانی در ناحیه شامپاین-آردن، در کشور فرانسه است.

## نگارخانه

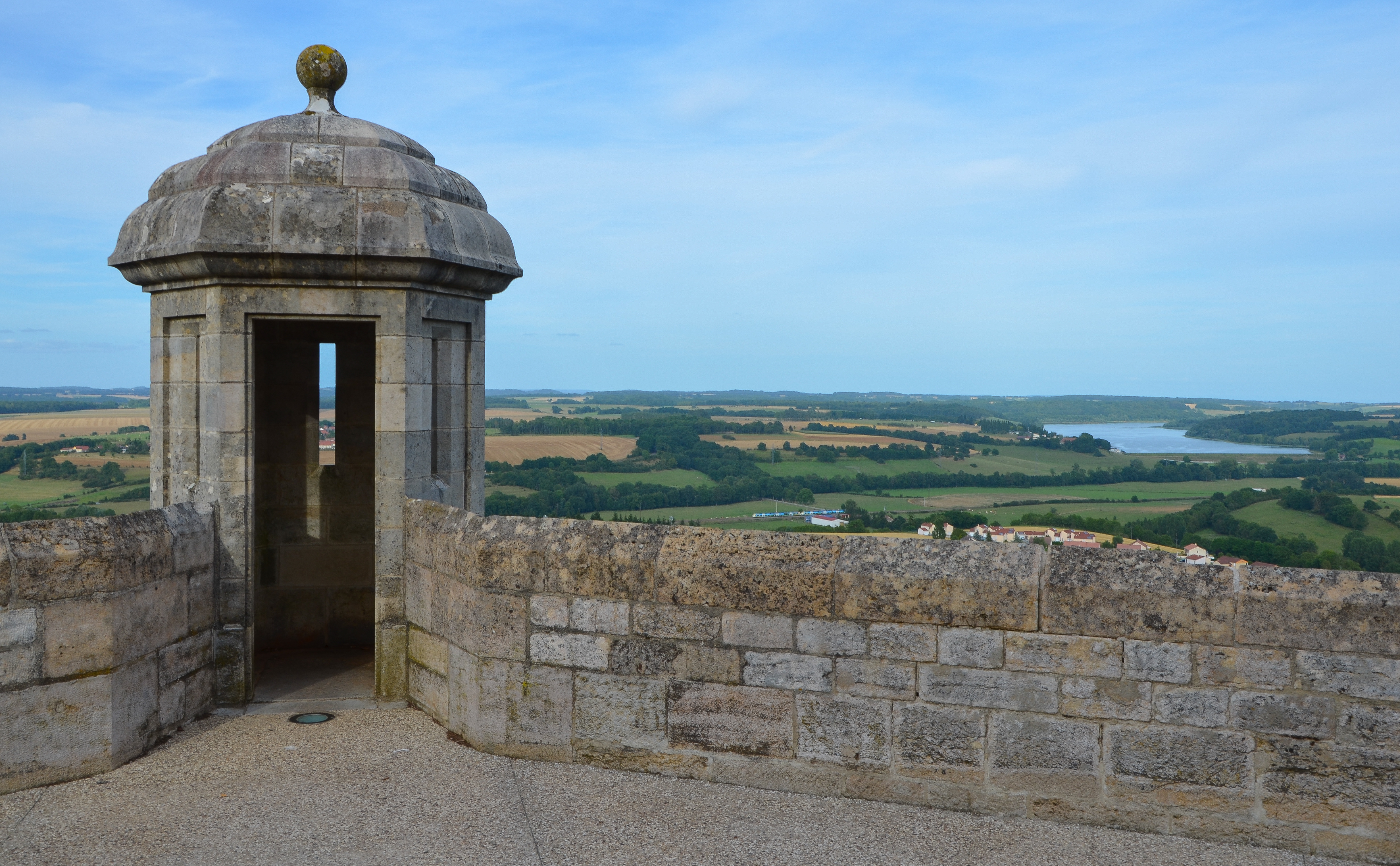
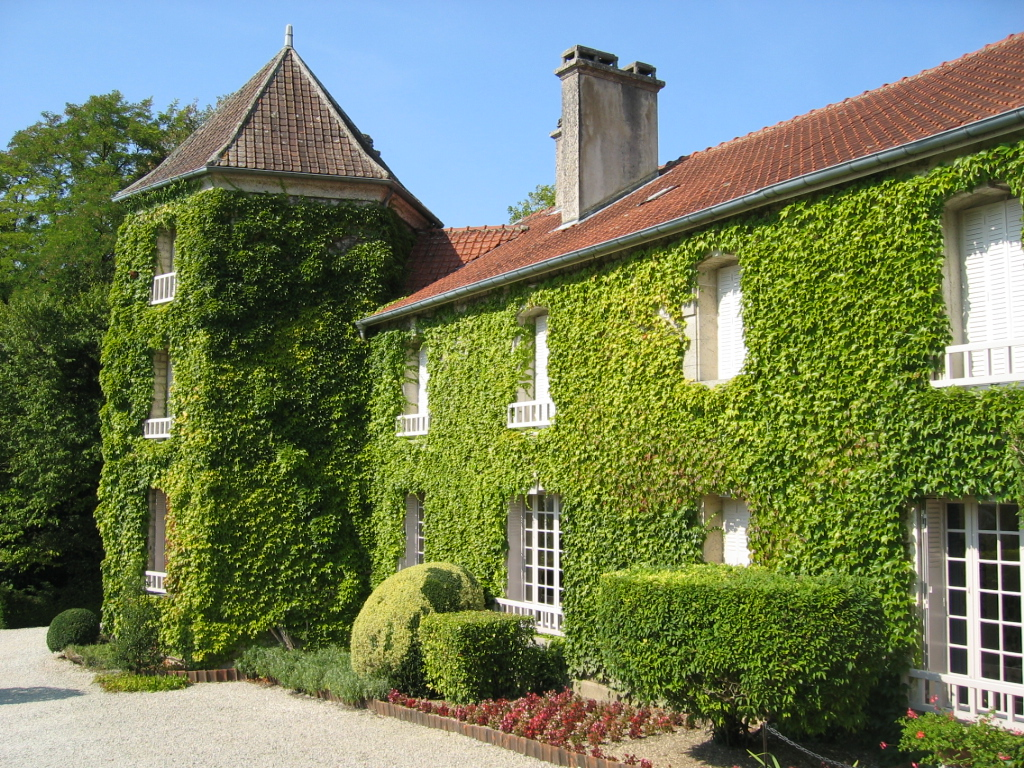
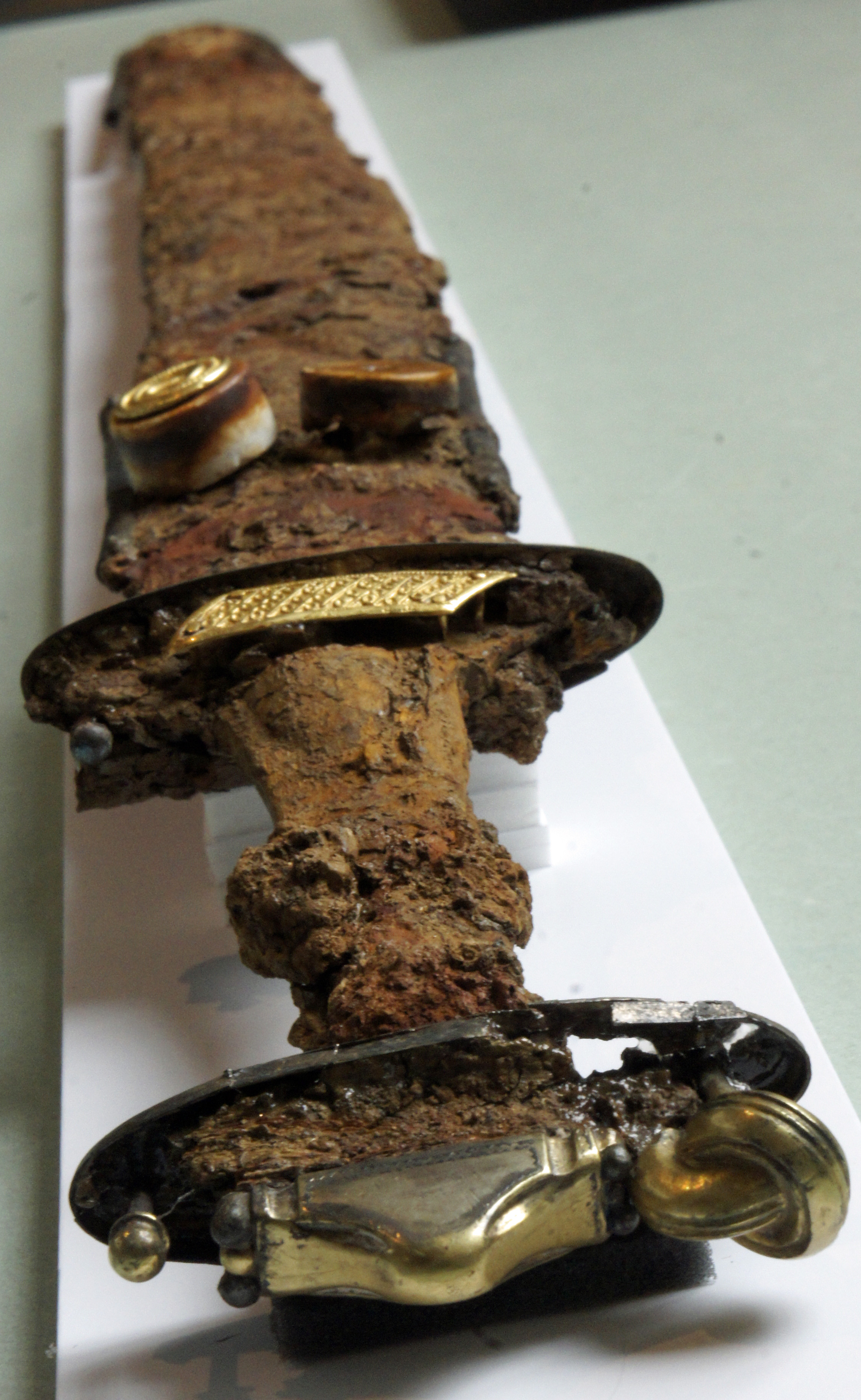
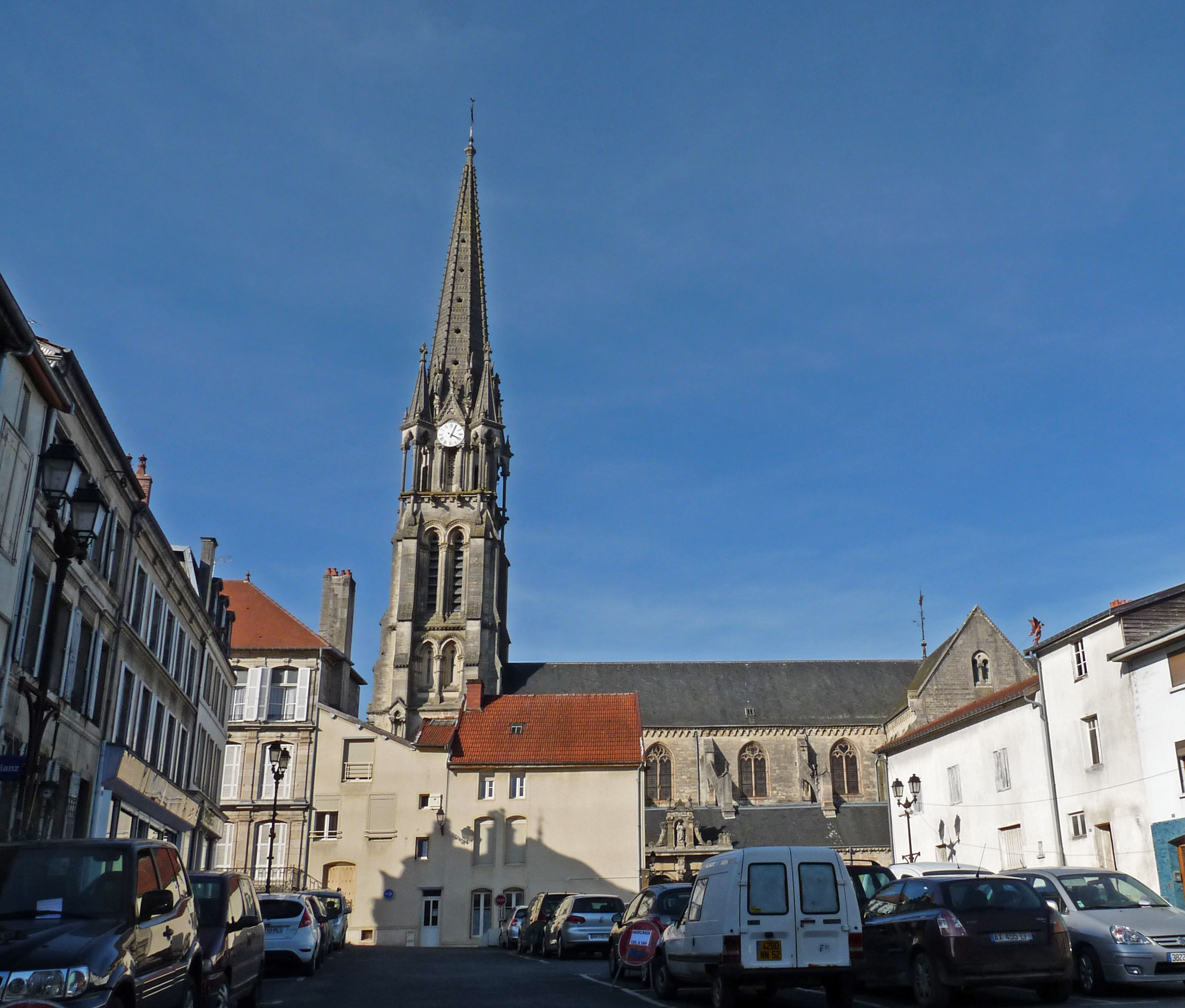
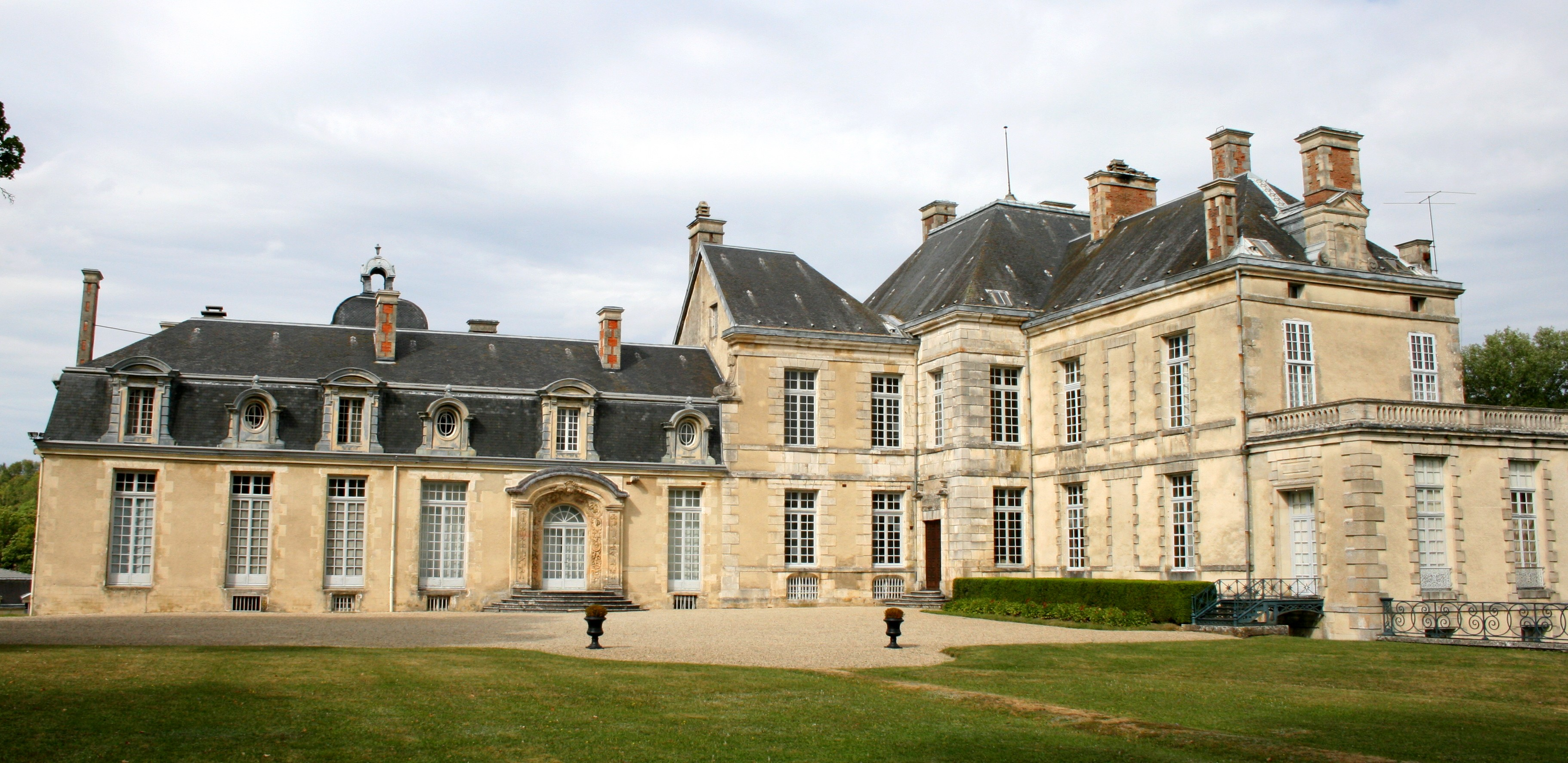